# Pardosa lycosinella
Pardosa lycosinella este o specie de păianjeni din genul Pardosa, familia Lycosidae, descrisă de Lawrence în anul 1927.
Este endemică în Namibia. Conform Catalogue of Life specia Pardosa lycosinella nu are subspecii cunoscute.